# Pratidwandi
Pratidwandi (bengalisch প্রতিদ্বন্দ্বী IAST pratidbandbī; übersetzt: Der Konkurrent/Der Rivale) ist ein indischer Spielfilm von Satyajit Ray aus dem Jahr 1970. Er entstand nach dem Roman Pratidwandi von Sunil Gangopadhyay.

## Handlung
Siddhartha sieht sich wegen des unerwarteten und gewaltsamen Todes seines Vaters gezwungen, sein Medizinstudium abzubrechen und sich stattdessen einen Job zu suchen. In einem Vorstellungsgespräch wird er gefragt, was das bedeutendste Weltereignis der letzten zehn Jahre gewesen sei. Seine Antwort „der menschliche Mut des vietnamesischen Volkes“ statt des erwarteten „Landung eines Menschen auf dem Mond“ bringt ihm dabei nicht den erwünschten Job, sondern die Frage, ob er Kommunist sei.
In einem Café wird ihm Arbeit bei der kommunistischen Partei angeboten, die er ablehnt. Bei einem Kinobesuch explodiert eine Bombe, in der daraufhin ausbrechenden Panik geht Siddhartas Armbanduhr kaputt, eine Reparatur kann er sich nicht leisten.
Seine Schwester Sutopa hat einen recht guten Job in einer Firma. Allerdings klagt die Ehefrau des Firmenchefs bei der Familie von Siddharta und Sutopa, dass letztere ein Verhältnis zu ihrem Mann habe. Siddharta meint mit wachsendem Zorn, dass seine mondäne Schwester sich für den Job ausbeuten lasse. Er träumt davon, ihren Chef umzubringen.
Er läuft eher ziellos durch Kolkata, hängt Erinnerungen nach und reflektiert seine Beziehungen zu seinen Geschwistern (sein Bruder ist Naxalit) und seiner Freundin Keya, die in einer wohlhabenden aber zerfallenden Familie lebt, in der ihr Vater die Schwester der verstorbenen Mutter heiratet.
Für ein weiteres Vorstellungsgespräch wartet Siddharta gemeinsam mit vielen anderen Kandidaten in einem überfüllten Warteraum mit zu wenigen Stühlen. Ein Konkurrent bricht zusammen. Schließlich übermannt ihn der Zorn über die Gleichgültigkeit des Arbeitgebers, er stürmt ins Büro und randaliert. Später nimmt er einen bescheidenen Verkäuferjob in einer Kleinstadt an. Ob er seine Beziehung zu Keya halten kann, bleibt unklar.

## Hintergrund
Pratidwandi ist der erste Film von Satyajit Rays Kolkata-Trilogie, zu der auch Seemabaddha (1971) und Jana Aranya (1975) gehören. Alle drei Filme beschäftigen sich mit dem Thema gutausgebildeter Jugend und der Situation, der sie nach ihrer Ausbildung in der Metropole Kolkata gegenüberstehen.
Die 1970er Jahre waren eine schwierige Zeit für Indien und insbesondere Westbengalen; die Korruption nahm überhand, und die Naxaliten-Bewegung brachte die Stadt an den Rand des Chaos. Als die Naxaliten-Bewegung etwa 1975 an Kraft verlor, verhängte Indira Gandhi um ihres eigenen politischen Überlebens willen den Ausnahmezustand über das Land und unterdrückte damit die Grundrechte der Bürger erneut. Oppositionsführer wurden eingesperrt, und Indira Gandhis Sohn Sanjay (damals designierter Nachfolger seiner Mutter, jedoch ohne politisches Mandat) gebärdete sich diktatorisch.
Ray hielt diesen Film 1970 für seinen bis dato provokativsten.

## Kritiken
„Anspruchsvolle und interessante Studie über die politischen und sozialen Probleme im modernen Indien.“

## Auszeichnungen
- National Film Awards 1971
  - Beste Regie
  - Bestes Drehbuch
  - Zweitbester Film
  - Bester Film in Bengali